# Witold Gwiździel
Witold Gwiździel (ur. 8 grudnia 1964) – polski piłkarz, występujący na pozycji obrońcy.

## Życiorys
Wychowanek Rakowa Częstochowa, w 1982 roku został włączony do pierwszej drużyny. Przez prawie całą piłkarską karierę był związany z częstochowskim klubem. W 1994 roku wraz z Rakowem awansował do I ligi. Zadebiutował w niej 30 lipca w przegranym 2:6 spotkaniu z Olimpią Poznań. W I lidze rozegrał w barwach Rakowa 69 meczów. W rundzie wiosennej sezonu 1996/1997 był relegowany do drużyny rezerw, a w sezonie 1997/1998 grał w Krisbucie Myszków. Następnie wrócił do Rakowa, w którym grał do 2000 roku.

## Statystyki ligowe
| Sezon     | Klub              | Liga    | Mecze | Gole |
| --------- | ----------------- | ------- | ----- | ---- |
| 1990/1991 | Raków Częstochowa | II liga | 26    | 0    |
| 1991/1992 | Raków Częstochowa | II liga | 25    | 1    |
| 1992/1993 | Raków Częstochowa | II liga | 17    | 1    |
| 1993/1994 | Raków Częstochowa | II liga | 28    | 2    |
| 1994/1995 | Raków Częstochowa | I liga  | 28    | 0    |
| 1995/1996 | Raków Częstochowa | I liga  | 30    | 0    |
| 1996/1997 | Raków Częstochowa | I liga  | 11    | 0    |
| 1997/1998 | Krisbut Myszków   | II liga | 31    | 1    |
| 1998/1999 | Raków Częstochowa | II liga | 24    | 0    |
| 1999/2000 | Raków Częstochowa | II liga | 43    | 0    |